# Válvula de asiento

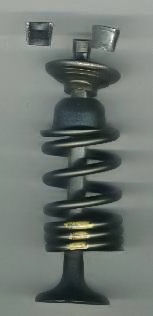
Una válvula de asiento y sus componentes (en este caso, de un motor de explosión).

La válvula de asiento (también llamada "de globo" o "de coliza") es una válvula que consiste en un agujero, generalmente redondo u oval, y un tapón cónico, por lo general en forma de disco, colocado en el extremo de una varilla, también llamado "vástago de la válvula". El vástago guía la válvula a través de una guía de la válvula. Sirve tanto para regular el paso de un elemento como para la función de todo o nada.
El elemento de cierre apoya sobre un anillo de asiento, de sección circular. A medida que el elemento de cierre se aproxima al asiento, la sección de paso se reduce y por tanto aumenta la pérdida de carga disminuyendo el caudal. En algunas aplicaciones, la diferencia de presión ayuda a cerrar la válvula, y en otra ayuda a abrirla.
Las válvulas Presta y Schrader usada en las ruedas infladas con aire, son un clásico ejemplo de válvula de asiento. Usualmente no tienen resortes, y la válvula se mantiene cerrada por la presión del aire dentro de la rueda, y se abre al introducirlo a mayor presión para inflarla.

## Operación
Las válvulas de asiento son de construcción muy robusta y resistente, para uso industrial en válvulas de control direccional. Por lo general son muy tolerantes con los contaminantes del aire (óxido, polvo, etc.) cuando se utilizan en el servicio de aire comprimido. También se caracterizan por permitir altos caudales, y una alta velocidad de operación. Cuando se actúa sobre la válvula, ésta se abre rápidamente, y el área para que pase el fluido es también grande. Se caracterizan por poseer una parte móvil, la válvula propiamente dicha, la que es usada para controlar el flujo de un fluido o un gas por el cuerpo de la válvula.
La válvula se maneja con un actuador que a su vez trabaja sobre el vástago de la válvula, despegando el disco de su asiento para abrirla (en el caso de las válvulas normalmente cerradas) y permitir el paso del fluido, o para apoyar el disco en el asiento y cerrarla (en el caso de las válvulas normalmente abiertas), e impedir el paso del fluido o gas. El actuador puede estar mandando por un sistema hidráulico, mecánico, manual, o mediante un electroimán.
Cuando el actuador deja de aplicar fuerza sobre la válvula, un resorte devuelve la válvula propiamente dicha a su posición original (en el caso de las válvulas normalmente cerradas), haciendo que el disco de la válvula entre en contacto con el asiento; la presión del fluido dentro del cuerpo de la válvula ayuda a mantenerla cerrada. En el caso de las válvulas normalmente abierta, la presión del fluido ayuda al resorte a separar la válvula del asiento, abriendo el paso nuevamente.
Usualmente, las válvulas incorporan distintos materiales sobre las superficies que sellan el paso de los fluidos. El material utilizado para estos sellos incluyen varios tipos de gomas, plásticos u otros polímeros exóticos, los cuales son seleccionados de acuerdo a las condiciones en las que trabajará la válvula, dependiendo de las presiones de trabajo, temperaturas extremas, compuestos químicos del gas o fluido que debe pasar a través de la válvula, condiciones ambientales, etc. En algunos casos, la válvula entera puede estar construida de materiales exóticos en lugar de hacerlo solo en sello.

## Aplicaciones
Las válvulas de asiento son usadas en muchos procesos industriales, desde controlar el flujo de combustible en cohetes hasta para controlar el paso de leche.
La industria de los semiconductores a menudo usa válvulas de asiento ultra-limpias como válvulas de aislamiento.
Algunas de las aplicaciones que las utilizan:
- Equipos para lavaderos de coches
- Equipamientos para lavanderías
- Control de aire y líquidos en procesos industriales
- Tratamiento de aguas y residuos
- Compresores de aire
- Secadoras de aire industriales
- Procesamiento de papel y pulpa
- Equipos para caudales altos de aire, agua u otros líquidos para enfriamiento y procesamiento
- Industria textil, para equipos de blanqueo, teñido y secado
- Equipos de pruebas que requieren actuación rápida
- Equipamientos de minería y construcción (supresión de polvo)
- Refrigeración en autobuses, barcos, equipos de construcción y otros equipos y maquinaria para autopistas y carreteras
- Regulación del líquido refrigerante en máquinas herramientas
- Control del intercambiador de calor en ventiladores y refrigeración[2]
- Control del agua refrigerante en máquinas de moldeo por inyección

Los usos específicos incluyen:
- Las válvulas de asiento de tres vías tienen aplicaciones adicionales:
  - procesos que requieren "ciclos de lavado" -ciclos donde un líquido fresco es bombeado y luego vaciado y vuelto a llenar con líquido fresco
- Aplicaciones de presurización/descarga
- Válvulas operadas por solenoides DIN, equipadas con solenoides seguros para trabajar en ambientes peligrosos

- Válvulas de asiento de acero inoxidable son diseñadas para aplicaciones bajo presión con líquidos ultra limpios y altamente corrosivos, incluyendo:
  - Industrias lácteas
  - Llenado, envasado y despacho de alimentos y bebidas
  - Procesado y despacho de productos químicos
  - Cervecerías y destilerías: agua, pasteurización, soluciones de glicol para la refrigeración, procesos de desgasificación, mezcla, carbonatación, etc.
  - Producción de fertilizantes
  - Producción farmacéutica y de cosméticos
  - Equipos de lavado de botellas y embotellado

## Motores de combustión interna

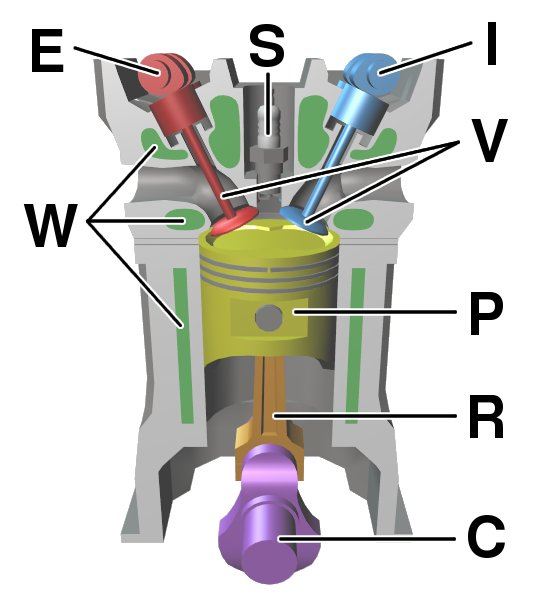
Componentes de un típico motor de cuatro tiempos:
(E) Árbol de levas de escape,
(I) Árbol de levas de admisión,
(S) Bujía,
(V) Válvulas,
(P) Pistón,
(R) Biela,
(C) Cigüeñal,
(W) Agua para refrigeración.

Las válvulas de asiento son usadas en muchos motores de pistones para abrir y cerrar las lumbreras de admisión y de escape en la culata de cilindros. La válvula es usualmente un disco plano de metal con un largo vástago. El vástago es usado para empujar el disco de metal hacia abajo y abrir la válvula; posee un resorte que generalmente se usa para cerrar la válvula cuando no se presiona el vástago. Las válvulas desmodrómicas son cerradas por un mecanismo que actúa sobre el vástago en lugar de hacerlo un resorte, y son usadas en algunos motores de autos de carreras y motos de alta velocidad, eliminando el flotado de válvulas que ocurre a altas RPM.
Para determinadas aplicaciones el vástago de la válvula y el disco son de aceros de diferentes aleaciones, o los vástagos de las válvulas son huecos y llenos de sodio para mejorar el transporte y la transferencia de calor.
El motor normalmente opera las válvulas actuando sobre los vástagos con levas y taqués. 
El perfil y posición de la leva determina la apertura de la válvula, cuándo y que tan rápidamente (o lentamente) se abre la válvula. Las levas son normalmente colocadas fijas en un árbol de levas el cual es engranado con el cigüeñal, girando a la mitad de la velocidad de este, en los motores de cuatro tiempos. En los motores de altas prestaciones (e.g., los autos de Ferrari), el árbol de levas es movible axialmente, las levas varían en altura, y la apertura de las válvulas también cambia, todo en relación con las RPM del motor. Ver Avances y retrasos de válvulas.
A pesar de que es un mejor conductor del calor, la culata de aluminio requiere que el asiento de la válvula sea un inserto de acero, mientras que las culatas de fundición de hierro a menudo usan un asiento integral, formando parte de la culata.
Debido a que el vástago de la válvula se extiende hasta la cámara de las levas para ser lubricado, debe ser sellado para evitar que pasen los gases provenientes del cilindro. Un retén con labios de goma evitan que excesivas cantidades de aceite entren en la lumbrera de admisión, y que desde la lumbrera de escape suban los gases a la cámara del o los árboles de levas. Cuando estos retenes se gastan, es común ver humo azulado en el escape cuando presionamos el acelerador, por ejemplo al pasar los cambios.

### Posición de las válvulas

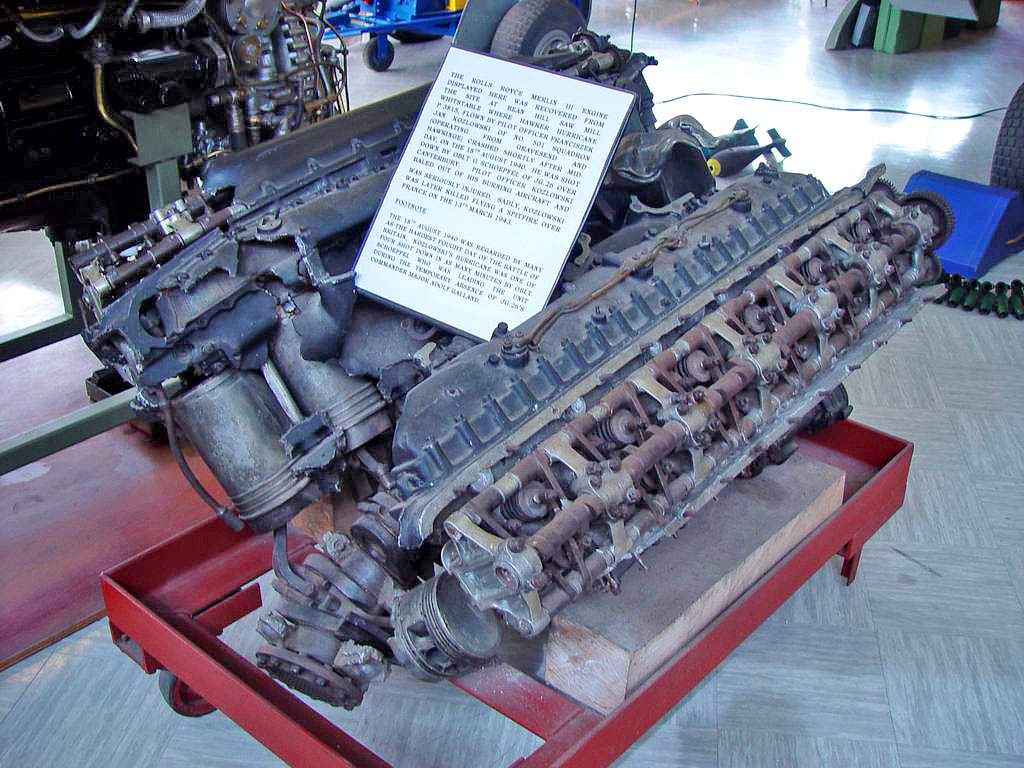
Motor V12 Rolls Royce Merlin, de la Segunda Guerra Mundial. En el bloque de cilindros de la derecha pueden verse el árbol de levas, los balancines y el extremo superior de las válvulas, con sus resortes. Este diseño de fines de la década de 1930, poseía árbol de levas a la cabeza, cuatro válvulas por cilindro y sobrealimentador con intercambiador de calor.

En los primeros diseños de motores las válvulas estaban al revés, en el bloque de cilindros, y paralelas a éstos, disposición que se conoce también como 'válvulas laterales'. A pesar de que este diseño es más sencillo y barato de construir, tiene dos grandes desventajas; el tortuoso camino seguido por la mezcla aire/combustible para entrar al cilindro limita el flujo de aire, e impide velocidades superiores a las 2.000-2.500 RPM, y el camino seguido por los gases de escape a través del bloque produce un sobrecalentamiento cuando el motor trabajo bajo carga en forma sostenida. Este diseño evolucionó en el IOE («Admisión Sobre Escape», por sus siglas en inglés), donde la válvula de admisión estaba en el bloque y la de escape en la culata; más tarde ambas válvulas se colocaron en la culata, disposición que se conoce como 'válvulas a la cabeza'.
En la mayoría de los diseños, el árbol de levas se mantuvo en el bloque de cilindros relativamente cerca del cigüeñal, y las válvulas son operadas a través de varillas y balancines. Esto dio lugar a importantes pérdidas de energía del motor, pero era más simple, especialmente en los motores en "V" donde un solo árbol de levas puede actuar las válvulas de los dos bancos de cilindros; por esta razón, este diseño persistió más tiempo en esta configuración que en otras.
Diseños más modernos tienen el árbol de levas en la culata de cilindros, presionando directamente el vástago de la válvula (de nuevo a través de taqués); si tiene solamente un árbol de levas, es un motor "Single OverHead Camshaft" SOHC, árbol de levas simple a la cabeza. A menudo hay dos árboles de levas, uno para las válvulas de admisión y otro para las de escape, creando un "Dual OverHead Camshaft" DOHC, doble árbol de levas a la cabeza. El árbol de levas es movido por el cigüeñal, a través de engranajes, cadena o correa dentada.

Esquema animado mostrando el funcionamiento de un motor de cuatro tiempos. Arriba, puede verse el funcionamiento de las válvulas.

### Desgaste de las válvulas
En los primeros tiempos de la construcción de motores, las válvulas eran el mayor problema. La metalurgia no era lo que es hoy día, y el rápido abrir y cerrar de las válvulas contra la culata de cilindros producía su rápido desgaste. Era necesario reemplazarlas cada dos años o más, en un proceso caro y que demandaba mucho tiempo. Agregar tetraetilo de plomo a la gasolina reducía el problema en alguna medida, debido a que se formaba una película de plomo en el asiento, actuando como lubricante del metal. Al construir los asientos de las válvulas con una aleación mejorada de acero al cromo-cobalto hizo que este problema desapareciera completamente e hizo innecesaria la gasolina con plomo.

### Características constructivas de las válvulas de un motor de combustión interna
Como consecuencia de la elevada potencia específica los órganos de la distribución están sujetos a un duro trabajo, que solo pueden soportar si los materiales empleados para su construcción son elegidos oportunamente.
Desde el punto de vista funcional las válvulas deben resistir las elevadas y repetidas solicitaciones causadas por los golpes sobre los asientos, y mantenerse sin deformaciones también bajo la acción de las altas temperaturas a las que están sometidas; la válvula de escape puede alcanzar la temperatura de 750 °C.
La válvula debe estar en condiciones de poder transmitir al aire o al agua de refrigeración el calor que recibe; la disipación del calor tiene lugar a través del contacto entre el vástago y su guía, y entre el plato y su asiento. Tiene, por tanto, gran importancia el grado de refrigeración de la guía y del asiento, así como su material. Las válvulas están tanto mejor refrigeradas cuanto menor es su diámetro (porque menor es la superficie expuesta a los gases en proporción a la superficie de contacto con el asiento) y cuanto mayor es la longitud de la guía y el diámetro del vástago (siendo mayores las superficies a través de las cuales es disipado el calor). Por ello, a los efectos de la residencia contra las solicitaciones térmicas, las válvulas de escape se hacen, en general, de diámetro menor que las de aspiración y, en los cilindros de grandes dimensiones, es preferible disponer dos (o también más) en lugar de una sola de gran diámetro.
La temperatura de la válvula desciende al usar una mezcla rica y combustibles de alto calor latente de vaporización, como es por ejemplo el metanol; aumenta, por el contrario, al aumentar el número de revoluciones y a disminuir el grado de adelanto al encendido; el valor de la relación de compresión no tiene influencia directa sobre la temperatura.

#### Construcción

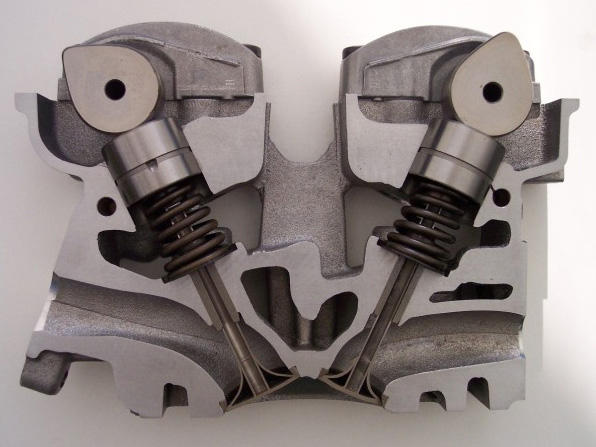
Corte de una culata de cilindro con doble árbol de levas (DOHC). Pueden verse las levas, los taqués y las válvulas con sus resortes.

Para la construcción de las válvulas de escape se ha empleado durante un cierto tiempo el acero al tungsteno, del tipo usado para utensilios, que tiene óptimas cualidades de resistencia mecánica en caliente, pero que tiende a agrietarse a elevadas temperaturas: actualmente se usa de una manera especial el acero al cromo-silicio oportunamente tratado. El material que se considera mejor desde el punto de vista de la resistencia al calor es un acero austenítico con alta tenencia de níquel-cromo, por ello no magnético e insensible a los tratamientos térmicos: se usa especialmente para las válvulas de aviación, cuyos asientos cónicos están a menudo revestidos de estelita. 
Para mejorar la transmisión del calor del plato al vástago, las válvulas de escape en aeronáutica son a menudo construidas huecas y llenas parcialmente de sodio metálico o de sales de litio y de potasio, que resultan líquidas a la temperatura de funcionamiento.
Las válvulas de aspiración están generalmente construidas con acero menos costoso (de bajo tenor níquel-cromo). Para los muelles los aceros más usados son aquellos al silicio-manganeso y el acero sueco (especialmente para los motores de aviación). 
Desde el punto de vista del mantenimiento las válvulas deben estar montadas de modo que resulten fácilmente revisables y permitir también de una manera fácil su esmerilado y rectificado de los asientos cuando es necesario restablecer una buena estanqueidad.

## Máquinas de vapor

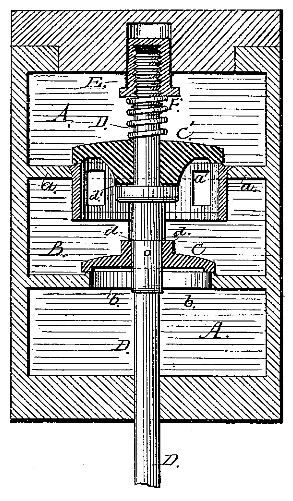
Válvula de asiento balanceada, de la Patente de U.S.A. n.º 339.809. El vapor a alta presión entra por A y sale por B. El vástago D mueve el disco C para abrir la válvula.

Cuando se usa en aplicaciones de alta presión, por ejemplo en válvulas de admisión de motores a vapor, la misma presión que ayuda a cerrar la válvula, también contribuye en forma significativa con la fuerza requerida para abrirla. Esto condujo al desarrollo de la válvula balanceada, la cual posee dos discos montados en un vástago en común, en la que la presión que ejerce sobre un plato es equilibrada por la presión que se ejerce sobre el otro. En estas válvulas, la fuerza necesaria para abrirlas es determinada por la diferencia de presión entre las áreas de los dos discos.
Las válvulas de asiento también se usaron en locomotoras a vapor, a menudo en conjunto con la distribución Lentz o Caprotti. Entre los ejemplares británicos tenemos:
- LNER Clase B12
- LNER Clase D49
- LNER Clase P2
- LMS Stanier Clase 5 4-6-0
- BR estándar Clase 5
- BR estándar clase 8 71000 Duque de Gloucester. Sentinel Waggon Works usó válvulas de asiento en sus coches y locomotoras de vapor. La marcha atrás se logró con un simple deslizamiento del sistema de levas.